# Пекельна поїздка
Пекельна поїздка (англ. Hell Ride) — американський бойовик 2008 року.

## Сюжет
Троє байкерів — Пістолеро, Гент і Команч ворогують з іншою бандою байкерів під назвою «три шістки». Вони намагаються помститися за смерть своєї подруги і знайти приховані скарби.

## У ролях
| Актор           | Роль            |
| --------------- | --------------- |
| Ларрі Бішоп     | Пістолеро       |
| Майкл Медсен    | Гент            |
| Ерік Бальфур    | Команч / Бікс   |
| Вінні Джонс     | Біллі Вінгс     |
| Леонор Варела   | Нада            |
| Джулія Джонс    | Черокі Кісум    |
| Денніс Гоппер   | Едді Нуль       |
| Девід Керрадайн | Двійка          |
| Майкл Біч       | Гуді Два Чоботи |
| Лаура Кейуетт   | Дані            |